# Площадь Амфитеатра
Площадь Амфитеатра (итал. Piazza dell'Anfiteatro) — площадь в историческом центре города Лукка, итальянский регион Тоскана. Площадь сформировалась на месте древнеримского амфитеатра и повторяет его очертания.
Площадь находится на руинах амфитеатра, построенного в конце I в. н. э. и находившегося непосредственно за северной границей римского города. Амфитеатр имел внешние размеры 107 × 79 метров и арену размером 67 × 39 метров. Вмещал около 20 тысяч зрителей.

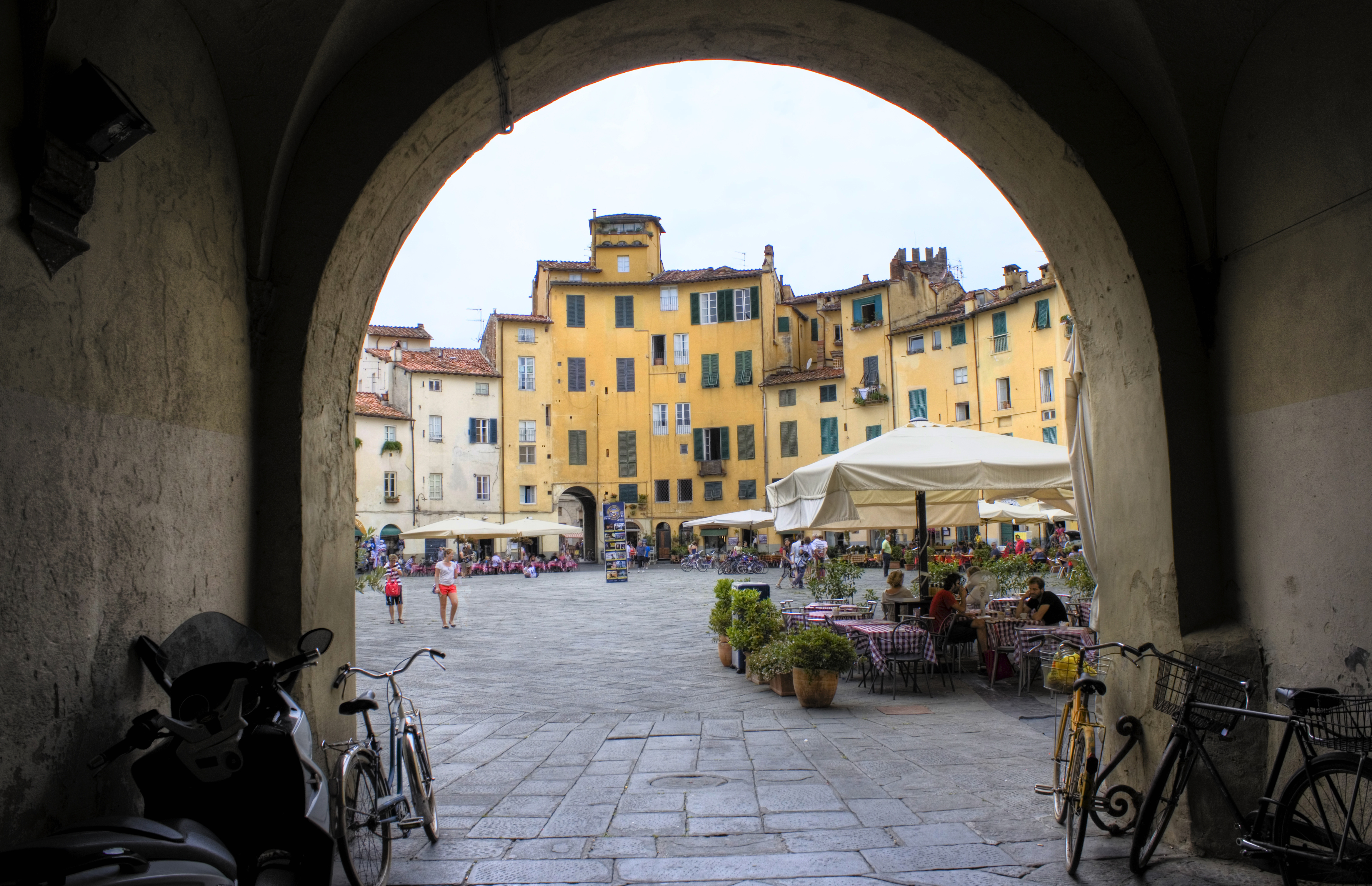
Вид на площадь через одну из арок

В Средневековье амфитеатр разбирали на материалы, которые повторно использовали при строительстве новых построек, в частности, близлежащей базилики Святого Фридиана. Оставшиеся конструкции послужили основой для жилищ. На протяжении столетий пространство бывшего амфитеатра застраивалось без регулярного плана, здесь находились сады, огороды, подсобные постройки.
В 1830 году Карл Людовик Бурбон-Пармский повелел устроить на арене бывшего амфитеатра городской рынок. Для этого на протяжении последующих восьми лет под руководством архитектора Лоренцо Ноттолини пространство внутри кольца домов было очищено от построек и вымощено. Был обустроен проход на площадь через четыре арки в кольце домов.
Сегодня площадь является одной из самых известных достопримечательностей Лукки, центром городской жизни, где сосредоточено множество кафе и магазинов. Уровень площади находится примерно на три метра выше уровня римской арены.